# Spindiktátorok
A Spindiktátorok: A zsarnokság változó arca a 21. században  (angolul: Spin Dictators: The Changing Face of Tyranny in the 21st Century) Szergej Guriev orosz közgazdász és Daniel Treisman amerikai politológus politológiai könyve. Azt vizsgálja, hogy a modern diktátorok és autokraták jobban összpontosítanak az olyan propagandamódszerekre, mint a spin, a PR, a lakosság dezinformációja és az idegenektől való lélektani félelemben tartása, a korábban alkalmazott nyílt politikai elnyomás módszerei helyett, amelyeket a múlt diktátorai követtek. 
A módszer úttörői a szingapúri Lee Kuan Yew és a perui Alberto Fujimori, későbbi követői pedig az orosz Vlagyimir Putyin, a török Erdoğan és a magyar Orbán Viktor.
Velük szemben a korábbi diktátorokra és a nyílt elnyomásra példa Joszif Sztálin vagy Mao Ce-tung.
A könyv alapján a mai spindiktátorok a demokrácia képviselőinek adják ki magukat, de a hatalmukat továbbra is az ellenvélemény és a kritikusok visszaszorítására használják fel. Például lehetővé teszik, hogy alacsony példányszámú, ellenzéki hangvételű, értelmiségieknek szánt újságok egy kisebb csoportja létezzen, hogy megmutassák, tiszteletben tartják a sajtószabadságot, mindeközben anyagilag vagy más úton akadályozzák a független műsorszolgáltatók működését, felvásároltatják a legtöbb médiumot és csatornát a hozzájuk hű üzletemberekkel, illetve a független műsorszolgáltatókat álhírek terjesztésével vádolják. Ezek a tekintélyelvű vezetők tehát manipulálják a lakosságot, de a múlt diktátoraival szemben nem alkalmaznak teljes cenzúrát, így népszerűbbek a lakosság körében.
A könyv feltárja, hogy a legtöbb tekintélyelvű diktátor miben különbözik a megmaradt ún. „félelemdiktátoroktól”, mint például Kim Dzsongun és Bassár el-Aszad, továbbá a csúcstechnológiát alkalmazó elnyomás mesterétől, mint a kínai Hszi Csin-ping.
A könyv magyar fordításának borítóján Trump, Putyin, Erdoğan mellett Orbán képe is megjelenik, hisz a spindiktátor „erős emberek” között róla is szó van a műben.

## Fordítás
- Ez a szócikk részben vagy egészben  a   Spin Dictators című angol Wikipédia-szócikk ezen változatának fordításán alapul.  Az eredeti cikk szerkesztőit annak laptörténete sorolja fel. Ez a jelzés csupán a megfogalmazás eredetét és a szerzői jogokat jelzi, nem szolgál a cikkben szereplő információk forrásmegjelöléseként.